# Dinastía Pampa
La dinastía Pampa es el nombre al que se le ha dado a una serie de vacas Jersey clonadas. La dinastía comienza con Pampa, la primera vaca clonada en Argentina, aunque no transgénica. Posteriormente se produjeron 133 embriones transgénicos, de los que 61 resultaron viables. De ellas ya nacieron al menos tres terneras que serían capaces de producir somatotropina (hormona del crecimiento) humana, que se emplea para combatir el enanismo hipofisiario. Una sola ternera podría alcanzar para satisfacer la demanda de este producto en Argentina (unos mil niños).
| Fecha      | Nombre       | Detalles                                      |
| ---------- | ------------ | --------------------------------------------- |
| 06/08/2002 | Pampa        | No transgénica. Al nacer: 37 kg, 1 m × 85 cm. |
| 2002       | Pampa Clara  |                                               |
| 2002       | Pampa Serena |                                               |
| 2002       | Pampa Mansa  | Produce somatotropina.                        |
| 2002       | Pampa Dulce  |                                               |